# Ammotrechella manggi
Espèce
Ammotrechella manggi est une espèce de solifuges de la famille des Ammotrechidae.

## Distribution
Cette espèce est endémique du département de Córdoba en Colombie. Elle se rencontre vers San Antero.

## Description
Le mâle holotype mesure 7,71 mm, les mâles mesurent de 5,26 à 7,71 mm et les femelles de 5,91 à 8,85 mm.

## Publication originale
- Acosta-Berrocal, Bedoya-Roqueme, Salleg-Pérez & Quirós-Rodriguez, 2017 : A new species of Ammotrechella Roewer 1934 (Solifugae: Ammotrechidae), from Colombia. Revista Iberica de Aracnologia, vol. 31, p. 64-70.